# Fabrikplanung
Fabrikplanung bezeichnet den systematischen, zielorientierten und in aufeinander aufbauenden Phasen strukturierten Prozess zur Planung von Fabriken. Dieser Prozess reicht von der ersten Idee bis zur Inbetriebnahme der Produktion und wird unter der Zuhilfenahme von Werkzeugen und Methoden durchgeführt.
Die Fabrikplanung kann je nach Projektart als
- Neuplanung einer Fabrik,
- Erweiterung oder
- Reorganisation einer bereits existierenden Fabrik

verstanden werden. Aufgrund der vielen Bestandteile, wie z. B. Gebäudeplanung, Produktionsanlagenplanung, Layoutplanung oder Personalplanung, die es bei der Fabrikplanung zu berücksichtigen gilt, müssen Wege gefunden werden, die eine Komplexitätsminimierung in der Planung und dem Sollzustand der Fabrik bedeuten.
Fabrikplanung ist eine Aufgabe, die in modernen Industriebetrieben häufig von spezialisierten Abteilungen wahrgenommen wird. Sie wird auch zu den längerfristig wirkenden Aufgaben der Arbeitsvorbereitung gezählt. Darüber hinaus gibt es eine Vielzahl von spezialisierten Unternehmen, die diese vielschichtige Tätigkeit im Auftrag eines Unternehmens durchführen.

## Begriff „Fabrik“
Der Begriff „Fabrik“ stammt aus dem lateinischen; „fabrica“ bedeutet hier Werkstätte. Die Fabrik kann als eine gewerbliche Organisationsform bezeichnet werden, in der unter einheitlicher, technischer und wirtschaftlicher Leitung mit einer größeren Anzahl von Arbeitskräften, die außerhalb ihrer Wohnung arbeiten, in einer eigenen oder gemieteten Betriebsstätte des Unternehmens mit Hilfe von vielfach gegliederter Arbeitsteilung und straffer organisatorischer Zusammenfassung gewerbliche Erzeugnisse für den marktmäßigen Verkauf hergestellt werden. Damit ist die Fabrik ein Industriebetrieb, dessen Ziel die
- Gewinnung,
- Veredelung oder
- Verarbeitung

von Stoffen zur Erzeugung von Konsumgütern oder Produktionsmitteln ist.
Heute wird unter Fabrik im Allgemeinen ein Betrieb mit hoher Maschinenausstattung, exakt geplanter Arbeitsorganisation mit hoher Arbeitsteilung zwischen den verschiedenen Beschäftigten, mit großem Kapitaleinsatz, ggf. weitgehender Automatisierung sowie Trennung von Produktion und Verwaltung verstanden. Fabrikbetriebe stehen folglich im Gegensatz zu Handwerksbetrieben.
In der Bundesrepublik Deutschland waren im Jahre 2011 (2. Quartal) ca. 7,62 Mio. Arbeitnehmer (von ca. 41,0 Mio. Erwerbstätigen) im produzierenden Gewerbe (ohne Baugewerbe), davon wiederum etwa 708600 (Jahresdurchschnitt 2010) in Unternehmen der Automobilindustrie beschäftigt.

## Aufgaben der Fabrikplanung
Die Aufgabe der Fabrikplanung ist die Adaption der Fabrik- und Produktionsstruktur an das durch Globalisierung, steigende Marktdynamik und den erhöhten Kostendruck veränderte Fabrikumfeld. Daher ist die Fabrikplanung eine für zukunftsorientierte Unternehmen ständig auszuführende Aufgabe.
Bereits mit der Planung stellt man die Weichen für die Funktionstüchtigkeit eines zu realisierenden Objektes; dies gilt insbesondere für das Planungsobjekt Fabrik, welches sich gegenüber anderen Planungsobjekten insbesondere durch ein hohes Investitionsvolumen und oft durch eine hohe Lebensdauer auszeichnet.
Aufgabe der Fabrikplanung ist es, die Voraussetzungen zur Erfüllung der gestellten betrieblichen Ziele sowie der sozialen und volkswirtschaftlichen Funktionen einer Fabrik herzustellen. Außerdem muss die Fabrikplanung einen technisch einwandfreien und wirtschaftlichen Ablauf des Produktionsprozesses bei guten Arbeitsbedingungen für die in der Fabrik tätigen Menschen ermöglichen. Sie steht im Rahmen der gesamten Unternehmensplanung; in vielen Fällen wird sie sogar im Zusammenhang mit überbetrieblichen Industrieplanungen und kommunalen bzw. staatlichen Gesamtplanungen vorgenommen. Bei der Planung selbst wird nach dem Top-down-Prinzip vorgegangen und folglich vom Ganzen zum Einzelnen geplant.

## Hauptziele der Fabrikplanung
Es lassen sich vier allgemein gültige Hauptzielsetzungen der Fabrikplanung ableiten:
1. Günstiger Produktions- und Fertigungsfluss,
2. Menschengerechte Arbeitsbedingungen,
3. Gute Flächen- und Raumausnutzung sowie
4. Hohe Flexibilität der Bauten, Anlagen und Einrichtungen.

Neben den „klassischen“ Hauptzielsetzungen sind Fabriken heute vor dem Hintergrund eines immer schärferen globalen Wettbewerbs, der stetigen Verkürzung von Produktlebenszyklen bei steigender Variantenvielfalt sowie einem ausgeprägten Zeitparadigma gezwungen, in besonderer Weise neben den fabrikplanerischen Kernzielen solche Ziele wie Wandlungsfähigkeit, Attraktivität, Nachhaltigkeit, Innovativität, Wertstromorientierung, Nachfrageregelung, Vernetzungsfähigkeit (Cluster, Produktionsnetzwerke, Virtuelle Fabriken) und weitere zu verfolgen und permanent zu adaptieren, um bei einem Fabriklebenszyklus von mehreren Jahrzehnten eine hohe Zukunftsrobustheit zu gewährleisten. Ziele zum Schutz der Umwelt und zur Schonung der Ressourcen (Nachhaltigkeit, Verbesserung der Energieeffizienz, Emissionssenkung, Ökobilanzen) erreichen in der heutigen Zeit einen immer höheren Stellenwert, wobei sich ein Wandel vom sogenannten additiven (auch „end-of-pipe“) Umweltschutz hin zu einem integrativen Umweltmanagement mit dem Ziel der Schaffung „nachhaltiger Fabriken“ vollzieht. Gelungene Beispiele hierfür sind „Nullemissionsfabriken“.
Im Mittelpunkt der Fabrikplanung steht der Produktionsprozess. Während früher Bauplaner und Architekten maßgeblich bei der Planung eines Fabrikgebäudes beteiligt waren, steht heute der Fabrikbetrieb im Vordergrund. Die Fabrikplanung zielt auf die Hauptfunktionen Fertigung und Montage ab und berücksichtigt zugleich die Planung der Nebenfunktionen Transport, Lagerung, Versorgung mit Rohmaterialien, Energie in unterschiedlichsten Formen sowie der Abtransport der fertigen Erzeugnisse und der Abfallstoffe.

## Planungsobjekte der Fabrikplanung
Zur Fabrikplanung zählt nicht nur die Planung der Fabrikgebäude, sondern vor allem auch die Planung der Produktionseinrichtungen, der Maschinen und Anlagen, Transport- und Lagereinrichtungen sowie ihre Anordnung und ihr Zusammenwirken im Rahmen des gesamten Produktionsablaufs. Unter Umständen umfasst sie die völlige Neuplanung von Produktionsstätten an einem neuen Standort (sogenannte Greenfield-Planung). Aber auch kleinere Maßnahmen im Rahmen der Fabrikplanung, z. B. die Beschaffung von einzelnen neuen Produktionseinrichtungen oder die Umstellung innerhalb von vorhandenen Gebäudestrukturen erfordern eine systematische und genaue Vorbereitung und Planung. Die betroffenen Planungsobjekte können den Strukturebenen
- Arbeitsplatz-,
- Bereichs- und
- Gebäudestruktur

der Fabrik zugeordnet werden. Diese Ebenen sind mit der General- und Standortstruktur verknüpft, sodass es diese bei der Fabrikplanung mit zu berücksichtigen gilt. Da die Beschaffungen mit hohen Investitionen verbunden ist, ist eine Finanzplanung in Zusammenhang mit der Fabrikplanung durchzuführen.
Die Planungsobjekte der Arbeitsplatzstruktur sind die funktionale, arbeitsorganisatorische und räumliche Arbeitsplatzgestaltung. Hierbei werden die Elemente der Betriebsmittel und Flusssysteme ausgewählt. Auch der Mitarbeiterbedarf ist eng mit der Planung des Produktionsprozesses verknüpft.
Auf der Bereichseebene beziehen sich die Planungsobjekte auf die funktionale und die räumliche Arbeitsbereichsgestaltung. Die Gestaltung dient der Verknüpfung und Anordnung der Arbeits- und Fertigungsplätze über die Flusssysteme der Fabrik.
Die Planung der Gebäudestruktur bezieht sich auf die Gestaltung der Gebäude sowie die Anordnung der Produktionsstätte, also der einzelnen Bereiche innerhalb von Gebäuden. Von der Auslegung des gesamten Herstellungsprozesses ist auch die Dimensionierung der benötigten Flächen abhängig und damit Teil der Gebäudeplanung.
Die Planungsobjekte der Generalstruktur beziehen sich auf die Anordnung der Gebäude auf dem Fabrikgelände.
Auf der Ebene der Standortstruktur wird die Standortplanung aus Raumsicht und die strategische Standortplanung durchgeführt sowie Generalbebauung geplant. Die Wahl des geeigneten Standortes ist zum einen unter langfristigen Kostenaspekten besonders wichtig, zum anderen sind hierbei vor allem auch Marktgesichtspunkte zu beachten. So wird z. B. heute in vielen Unternehmen ein Produktionsstandort in einem Land mit günstigeren Lohnkosten in Erwägung gezogen. Die hierdurch entstehenden höheren Transportkosten werden vielfach in Kauf genommen. Unter Umständen spielen jedoch auch Gesichtspunkte wie z. B. Marktnähe oder die Vermeidung hoher Importzölle eine wesentliche Rolle bei Verlagerungen ins Ausland. Insbesondere Unternehmen mit einem sehr hohen Energiebedarf (z. B. Aluminiumhersteller) suchen nach Standorten mit möglichst geringen Strom- bzw. Energiekosten. Auch die Verfügbarkeit von geeigneten Informationen für die Produktion, bzw. das Vorhandensein von Personen mit entsprechendem Knowhow kann bei der Planung und beim Betrieb einer Fabrik wesentlich sein. Zahlreiche Beispiele sind bekannt dafür, dass sich deshalb in bestimmten Regionen Schwerpunkte für bestimmte Herstellungsverfahren bilden konnten (Beispiel: Hagen-Hohenlimburg – Schwerpunkt der Kaltwalztechnik).
Ein weiterer Planungsaspekt bezieht sich auf die Bereitstellung des notwendigen Kapitals zur Realisierung von Fabrikplanungsaufgaben. In vielen Fällen sind Fabrikplanungsmaßnahmen mit einem hohen Investitionsbedarf verknüpft. Die Ermittlung des genauen Kapitalbedarfs, der Nachweis der Vorteilhaftigkeit der Investitionen (Investitionsrechnung) und die unternehmens-interne oder -externe Beschaffung der entsprechenden finanziellen Mittel gehören deshalb ebenfalls meistens zum Aufgabenbereich der Fabrikplanung. Die jeweiligen Fabrikplanungsmaßnahmen können sich also auf viele unterschiedliche Planungsobjekte beziehen und sehr unterschiedliche Umfänge annehmen.